# Lophosia imbuta
Lophosia imbuta là một loài ruồi trong họ Tachinidae.